# Petrogale coenensis
Il wallaby delle rocce di Capo York (Petrogale coenensis Eldridge e Close, 1992) è una specie di wallaby delle rocce endemico della Penisola di Capo York, nel Queensland nord-orientale (Australia). Appartiene a un gruppo di sette specie molto simili tra loro, tutte diffuse nel Queensland nord-orientale; tra esse vi sono anche il wallaby delle rocce del Monte Claro (P. sharmani), quello di Mareeba (P. mareeba) e quello di Godman (P. godmani).
È diffuso solamente nella regione centrale della penisola da cui prende il nome, tra i fiumi Musgrave e Pascoe. È anche l'unico membro del gruppo suddetto ad essere completamente separato geograficamente dai suoi parenti; la specie più vicina, il wallaby delle rocce di Godman, si trova oltre il bacino del Fiume Hann (a circa 70 km di distanza).